# Llista de celebritats alcoianes

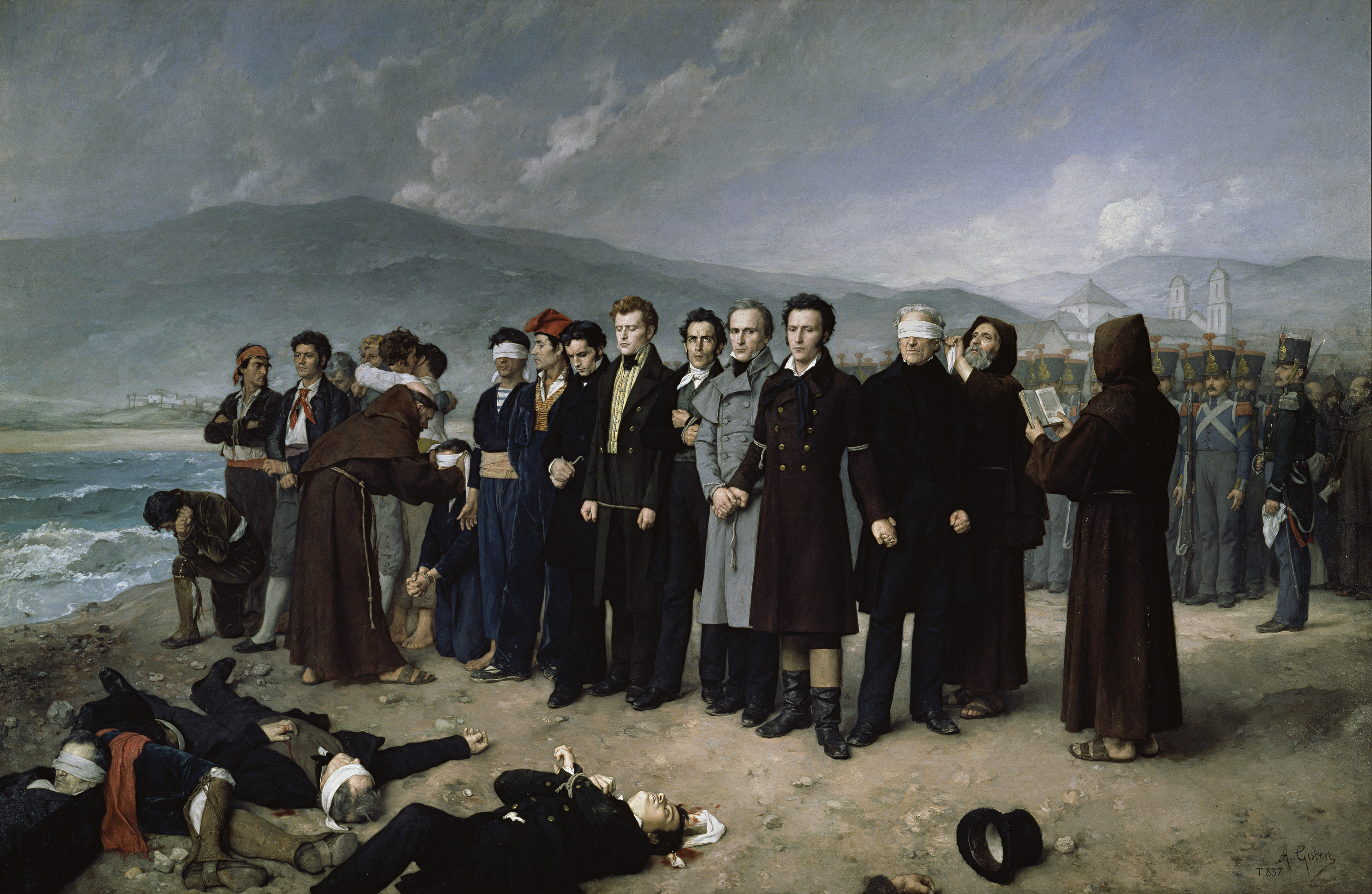
L'afusellament de Torrijos i els seus companys en la platja de Màlaga, obra d'Antoni Gisbert Pérez

Des de la seua fundació fa més de 750 anys fins avui en dia Alcoi ha passat de ser una Vila de no més de 150 habitants a 30000 habitants en 1877 i prop de 65000 en 1981 data des de la qual ha perdut habitants a causa de la crisi industrial. Segons dades de l'INE 60.590 habitants el 2006.
Des de molt prompte, segle xiv, es van creant unes condicions que desemboquen a pesar de l'orografia alcoiana, que a finals del segle xix Alcoi siga la ciutat industrial puntera del País Valencià i de les principals d'Espanya, arribant a pugnar amb Alacant per la capitalitat de la província en els temps d'Isabel II. És així mateix un important focus de conflictes socials.
Per tot això es creen unes condicions en què les classes adinerades creen un entorn propici a l'activitat tant artística com política, amb la proliferació de periòdics de diverses tendències i una activitat sindical excepcional a l'altura de ciutats com Barcelona, a pesar de la seua escassa població.
Tota aquesta producció, artística, política i d'investigació, ha tingut la seua continuïtat al segle xx, malgrat la crisi industrial de 1985.
Per posar uns exemples els pintors Gisbert, Ferran Cabrera Cantó o Emili Sala Francés. A la seua altura el catedràtic de composició a Madrid Joan Cantó Francés.
El ministre republicà Joan Botella Asensi, el químic Pare Eduard Vitòria, els poetes Joan Valls o Juan Gil Albert, l'escriptora Isabel-Clara Simó, Sol Picó, Ovidi Montllor, el "Lobo" Carrasco i un llarg etc..
- Vegeu la categoria Alcoians
- Vegeu l'article Alcoi

## Segle XIV
- Joan Margarit i Matarredona (Alcoi, segle xiv - València, segle xv). Nomenat notari pel rei Alfons el Magnànim el 1426. batlle i cap de la governació d'Oriola (1440). Almirall del Regne de València. Nomenat lloctinent del batlle i governador de València el 1450.
- Joan d'Alcoi (Alcoi, segle xiv) Membre de l'ordre de predicadors company de Sant Vicent Ferrer.

## Segle XVI
- Joan Lluís d'Alsamora (Alcoi, ? – Madrid 1583) Escrivà de Gonzalo Pérez, secretari d'Estat del rei Felip II. Posteriorment arriba a ser secretari de Joan d'Àustria.
- Pere Asensi i Vilaplana (Alcoi, ? – València 1590) Catedràtic de teologia a la universitat de València. Qualificador del Sant Ofici.
- Pasqual Berenguer i Pons (Alcoi, segle xvi – Flandes segle xvii) Tinent de l'arxiduc Albert d'Àustria, governador dels Països Baixos, i comissari de la Cavalleria.
- Francesc Cabrera (Alcoi, segle xvi) religiós de Nostra Senyora de la Mercè a Barcelona. Doctor en teologia i qualificador del Sant Ofici
- Jeroni Cantó i Aznar (Alcoi, segle xvi - València, segle xvii) Religiós agustinià doctor en teologia va defendre els privilegis del frares regulars davant de Roma. És autor de diversos llibres de temàtica religiosa.
- Jaume Jordà (Alcoi, segle xvi - València, 1722) Doctor i mestre de sagrada teologia. Rector del col·legi de Sant Fulgenci de València. Prior. Cronista de la província agustiniana a la Corona d'Aragó.

## Seglexvii
- Antoni Bonaventura Guerau i Montllor mossèn (Alcoi, ? València 1666) doctor de teologia i mestre en arts. Va deixar escrits sobre temes teològics.
- Vicent Carbonell i Valor escriptor (Alcoi, segle xvii) exercix el càrrec d'assessor de justícia i de jurats.
- Andreu Irlés i Bonanat ambaixador (Alcoi - Gènova segle xvii) Mossèn. Ambaixador de Felip IV a Venècia i Gènova.
- Pere Mollà i Aiz (Alcoi, ? - 1698) Frare agustinià doctor en teologia. Prior del convent de Sant Agustí d'Alacant i d'Alcoi. Provincial. Candidat al bisbat de Sogorb.
- Joan Mollà i Guerau (Alcoi, segle xvi- Salses segle xvii Probablement el 1642) Capità d'infanteria, jurat de la ciutat de València. Sergent major d'un des terces valencians enviats a Catalunya durant la Guerra dels Segadors. Mort al setge de Salses.

## Seglexviii
- Vicent Albors i Gisbert (mossèn Albors), (Alcoi, 1719 – 1785) Fundador del primer molí de paper a la vora del riu Molinar el 1755. Subministrador oficial de paper de l'Estat.
- Juan Carbonell Satorre, arquitecte. (Alcoi, 1774 – 1854) Dels seus treballs cal destacar el tabernacle de l'església de Santa Maria. Els plànols de l'altar de la Mare de Déu del Pilar i Sant Jaume. El projecte del pont de Maria Cristina. El Teatre Principal i l'ajuntament també són obra seua.
- Tomàs Merita i Llàcer, mossèn. (València, ? – 1760)

## Seglexix
- Camilo Mataix Pérez, fogoner (Alcoi, 1840 – València, 1880) Membre de la marina de guerra espanyola. Participa en l'atac a El Callao i en la primera volta al món feta per un vaixell de guerra.
- Santiago Payà Pérez, religiós (Alcoi, 1848 – Manila, 1916) rector de la Universitat de Manila.
- Miquel Santonja i Cantó (1859-1940) compositor de sarsueles.

### Càrrecs públics
- Joaquín Carbonell Llàcer, (Alcoi, 1829 – Còrdova, 1894) Intendent General d'Hisenda a les Illes Filipines, secretari general de Cuba i president del Tribunal Suprem de Comptes de Cuba.
- Lope Gisbert García-Tornell, (Alcoi, 1823 – Manila, 1888) Subsecretari del Ministeri d'Hisenda en temps de la Unió Liberal. Director general de Duanes.
- José Vilaplana Gisbert, (Alcoi, 1824 – 1904) Mossèn i historiador.

### Empresaris
- Rigoberto Albors Montllor, (Alcoi, 1829 – 1905) financer. Cofundador de la Unión Alcoyana de Seguros. La seua aportació possibilita la creació del Monte de Piedad a Alcoi. Instal·la el gas i l'enllumenat elèctric a Alcoi.
- Anselmo Aracil Jordà, (Alcoi, 1833 – 1900) Primer empresari del ram de teixits de l'època. Proveïdor de mantes i draps per a la vestimenta de la Guàrdia Civil, carrabiners i exèrcit. Amic personal de Canalejas. Distingit amb l'Encomienda d'Isabel la Catòlica.
- Antonio Carbonell Llàcer, (Alcoi, 1827 – Còrdova, 1878) fundador de l'empresa d'olis Carbonell
- Carlos Carbonell y Morand, (Alcoi, 1856 - Còrdova, 1917) empresari, fill d'Antonio Carbonell Llàcer
- Pedro Cort Perotín, (Alcoi, 1793 – 1871) fa front als invasors francesos a la ciutat de València. Es dedica a la construcció de motlles per a les fàbriques de paper. Importa les primeres màquines de filar llana des de Bèlgica. Crea una màquina per a la construcció de les cardes. També és el creador d'una màquina per a enrotllar cigarros.
- Francisco Moltó Valor, (Alcoi, 1835 – 1900) Paperer i polític. És un dels signants del Manifest Revolucionari de setembre de 1868. Cap del Partit Conservador local durant La Restauració. Diputat provincial i alcalde d'Alcoi. Segon president del Monte de Piedad d'Alcoi.

### Enginyers i arquitectes
- Josep Carbonell Morand, (Alcoi, 1861 – Madrid, 1922) Fill d'Antoni Carbonell Llàcer. És autor del projecte de ferrocarril directe de Madrid a València, el de la Vila Joiosa a Dénia i el d'Alacant a la Vila Joiosa.
- Josep Moltó Valor, (Alcoi, 1848 – 1886) arquitecte municipal d'Alcoi. Gran part de les clavegueres de l'Alcoi antic son seues. Va dissenyar la reforma de la capella de Sant Miquel i de la Reial Fàbrica de Draps entre d'altres.
- Vicent Joan Pascual Pastor, arquitecte (Alcoi, 1865 – 1941) a cavall del segle xix i XX. Fa els seus estudis a l'Escola Superior d'Arquitectura de Barcelona i és el millor de la seua promoció. Arquitecte titular d'Alcoi. Reforma la caseta de la Sal. Director de l'Escola Industrial d'Alcoi. Alcalde d'Alcoi. És l'autor de la Casa del Pavo, la d'Escaló, etc. Reforma la Ca la Bolla, la Glorieta, els edificis de la Font Roja, Monte de Piedad, escorxador municipal, font del Molinar, Hidroelèctrica Espanyola, xalet de Carlos Pérez, escola de Cervantes i passeig de Cervantes.
- Enric Vilaplana Julià, (Alcoi, 1842 – 1916) regidor i conseller del Mont de Piedad. Director de l'Escola d'Arts i Indústries d'Alcoi. Inicia les excavacions de Les Llometes. Descobridor del poblat del Puig.

### Músics
- Gonzalo Barrachina Sellés, compositor i oboista (Alcoi, 1869 – 1916) Alumne de Joan Cantó a Madrid. Aconsegueix per oposició una plaça en l'Orquestra de la Sociedad de Conciertos de Madrid que dirigia Tomás Bretón. Fundador de la Societat de Concerts d'Alcoi. Va dirigir la banda Nueva del Iris.
- Joan Cantó i Francès, compositor i pedagog. (Alcoi, 1856 – Madrid, 1903)
- Josep Espí Ulrich, compositor.(Alcoi, 26 de desembre del 1849 - València, 13 de juliol del 1905)
- Josep Jordà Valor, compositor (Alcoi, 13 de novembre del 1839 – 16 de juliol del 1918)
- Julio Laporta Hellín, compositor, violinista, guitarrista i clarinetista (Alcoi, 1870 – 1928)
- Camilo Pérez Laporta, compositor (Alcoi, 1852 – 1917)
- Miquel Santonja, compositor.
- José María Valls Satorres, Compositor, Intèrpret i Director.

### Periodistes
- Julio Andrés Valor, investigador històric (Alcoi, 1862 – 1924) Col·labora en les publicacions locals de l'època de signe conservador. Cronista oficial d'Alcoi des de l'any 1915 fins a l'any 1918.
- Gonzalo Cantó Vilaplana, escriptor. (Alcoi, 1859 – Madrid, 1931) autor de nombrosos articles en la premsa local madrilenya. Va escriure diversos llibrets per a sarsuela. Fill predilecte d'Alcoi, el 1923 l'ajuntament d'Alcoi li dedica una plaça que encara porta el seu nom. Fill adoptiu de Toledo i Múrcia.
- Francisco Castell Miralles, catedràtic (Alcoi, 1842 – València, 1917) Catedràtic de la Universitat de Ciències de València. Escriu en la publicació progressista Los dos Reinos. Director de El Mercantil Valenciano, publicació republicana.
- Santiago Mataix Soler, polític (Alcoi, 1871 – València, 1918)[1] Doctor en dret. Escriu als periòdics El Serpis, Heraldo de Madrid, director de Diario Universal i fundador de El Mundo. És passant en el despatx de José Canalejas. Va ser senador de les províncies d'Àvila i Zamora.[2]
- Eugenio Moltó Botella, advocat (Alcoi, 1862 – Bilbao, 1934) Llicenciat en dret a Madrid. Fiscal i jutge municipal. Escriu en El Eco de Alcoy i La Lucha. Director de El Observador a Cadis, La Gaceta del Norte a Bilbao i de El Debate a Madrid.
- Miguel Parera Cort, filòleg funda el col·legi de segon ensenyament San Rafael. Escriu articles per a El Globo de Madrid, El Alicantino d'Alacant i El Serpis i Revista de Alcoy. Tradueix a Ovidi, Marçal, Catul i Horaci.
- José Puig Pérez (Alcoi, 1843 – Ciempozuelos, 1897) Escriptor, poeta i periodista
- Julio Puig Pérez (Alcoi, 1850 – 1940) Enginyer, poeta i periodista. És diputat provincial, regidor de l'Ajuntament i cronista oficial d'Alcoi.

### Pintors i escultors
Durant el segle xix són molts els artistes d'Alcoi que aconsegueixen notorietat per la seua gran qualitat. L'il·lustrador i gravador Antonio Pascual Abad, Plácido Francés Pascual, Antonio Gisbert Pérez, Lorenzo Casanova Ruiz, Francisco Laporta Valor, Emilio Sala Francés, el granadí Manuel Cara y Espí (Granada, 1860 - Leganés, 1915), Fernando Cabrera Cantó i Milagros Gómez Vitoria entre d'altres.

### Polítics
- Severino Albarracín Broseta, (Llíria, 1850- Barcelona, 1878 mestre i líder obrer. Cap visible del moviment obrer en la Revolució del Petroli
- Agustí Albors i Blanes, (Alcoi, 1822 – 1873) Alcalde d'Alcoi assassinat pels avalotats durant la Revolució del Petroli
- Eduardo Valor, va organitzar el moviment llibertari a Alcoi després de la Revolució del Petroli.

## Segle XX
- Rigoberto Doménech Valls, doctor en teologia i dret canònic (Alcoi 1870 - Saragossa 1955) bisbe de Mallorca i arquebisbe de Saragossa. Signa la carta que atorga el caràcter de santa croada al colp d'estat feixista del general Franco.
- Francisco Jordà Cerdà historiador (Alcoi 1914 - Madrid 2004) gran especialista dedicat a l'estudi de la prehistòria.
- Roque Monllor Boronat (Alcoi, 1910 – 1994), arquitecte.
- Francisco Mora Carbonell (Alcoi, 1898 – 1977), fotògraf. Premi Mundial de la Societat Emerson de Londres per la foto Novembre. Destacat en The American Annual of Photography de 1939.
- Sol Picó, ballarina i coreògrafa.
- Eduard Vitòria i Miralles (Alcoi, 1864 – Barcelona 1958) Jesuïta fisicoquímic. Acadèmic numerari de la Reial Acadèmia de Ciències i Arts de Barcelona. Fill predilecte d'Alcoi, Medalla d'Or al Mèrit en el Treball, Gran Creu d'Alfons X el Savi, medalla de l'associació Chimics Lovainenses.
- Remigio Vicedo Sanfelipe (Alcoi, 1868 – Benillup 1937) Mossèn. Cronista oficial i arxiver d'Alcoi.
- Camil Vicedo Moltó (Alcoi, 1876 – 1958) Escriptor i arqueòleg.
- Rafael Sanus Abad (Alcoi, 1931 - València, 2010) fou un bisbe auxiliar emèrit de València i teòleg.
- Adrián Miró García (Alcoi, 1923). Poeta, escriptor de 34 obres literàries, musicòleg, professor a l'Institut de Musicologia de la Sorbona i a l'Escola Superior d'Arts i Oficis de París (École Nationale Supérieure des Arts et Métiers), filòleg i crític d'art i nomenat Fill predilecte d'Alcoi el gener de 2010.
- Jordi Colomina i Castanyer (Alcoi, 1952) és un catedràtic de Filologia Catalana de la Universitat d'Alacant i president de la Secció de Lexicografia de l'Acadèmia Valenciana de la Llengua (AVL).
- León Grau Mullor (Alcoi, 1937) empresari tèxtil i mecenes esportiu.

### Actors
- Xavi Castillo.
- Pep Cortes.
- Juli Mira.
- Pau Durà.
- Pep Sellés.
- Nazaret Aracil
- Gemma Miralles
- Pepa Miralles
- Xavi Mira
- Ovidi Montllor

### Esportistes
- Francisco Alcaide Davia, futbolista.
- Boixet, Adolfo Silvestre Gandia, pilotari.
- Francisco José Carrasco, futbolista, conegut com a Lobo Carrasco
- Máximo Gilabert Molines, jugador, tècnic i comentarista de rugbi (Alcoi, 1917 - Buenos Aires, 1992). Cap de premsa del Comitè Olímpic Argentí.
- Ángel Pérez Soler futbolista (Alcoi, 1900 - València, 1976) És un dels fundadors del València Club de Futbol. Fundador del Club Deportivo Alcoyano, com a president aconsegueix fer-lo ascendir fins a la primera divisió.
- Nico Terol, motociclista de renom internacional.
- Jorge Molina Vidal, futbolista del Reial Betis

### Escriptors i poetes
- Juan Gil-Albert, poeta. (Alcoi, 1904 - València 1994)
- Carles Cortés, escriptor.
- Francesc Gisbert i Muñoz, escriptor.
- Isabel-Clara Simó i Monllor, escriptora.

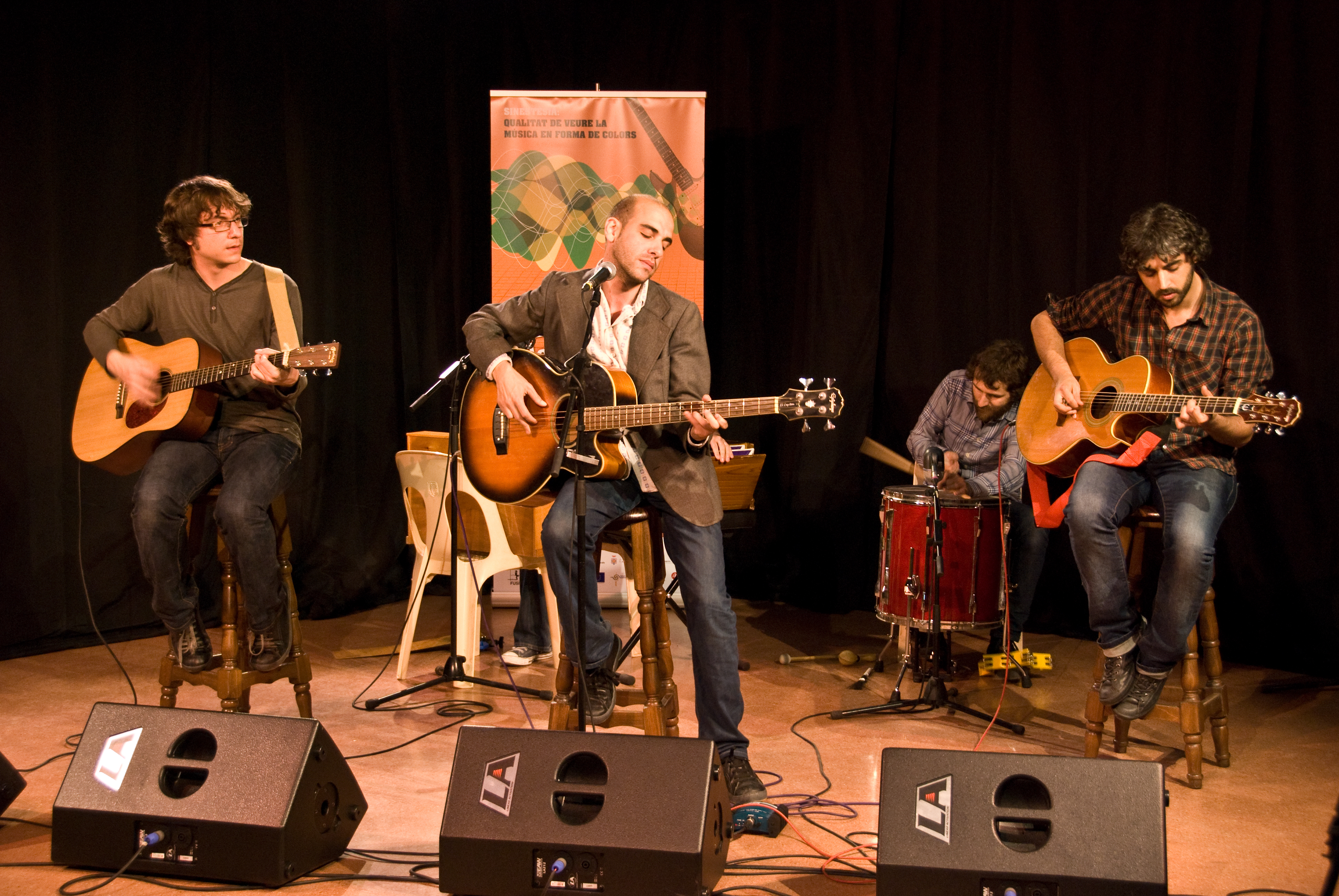
Membres del grup Arthur Caravan

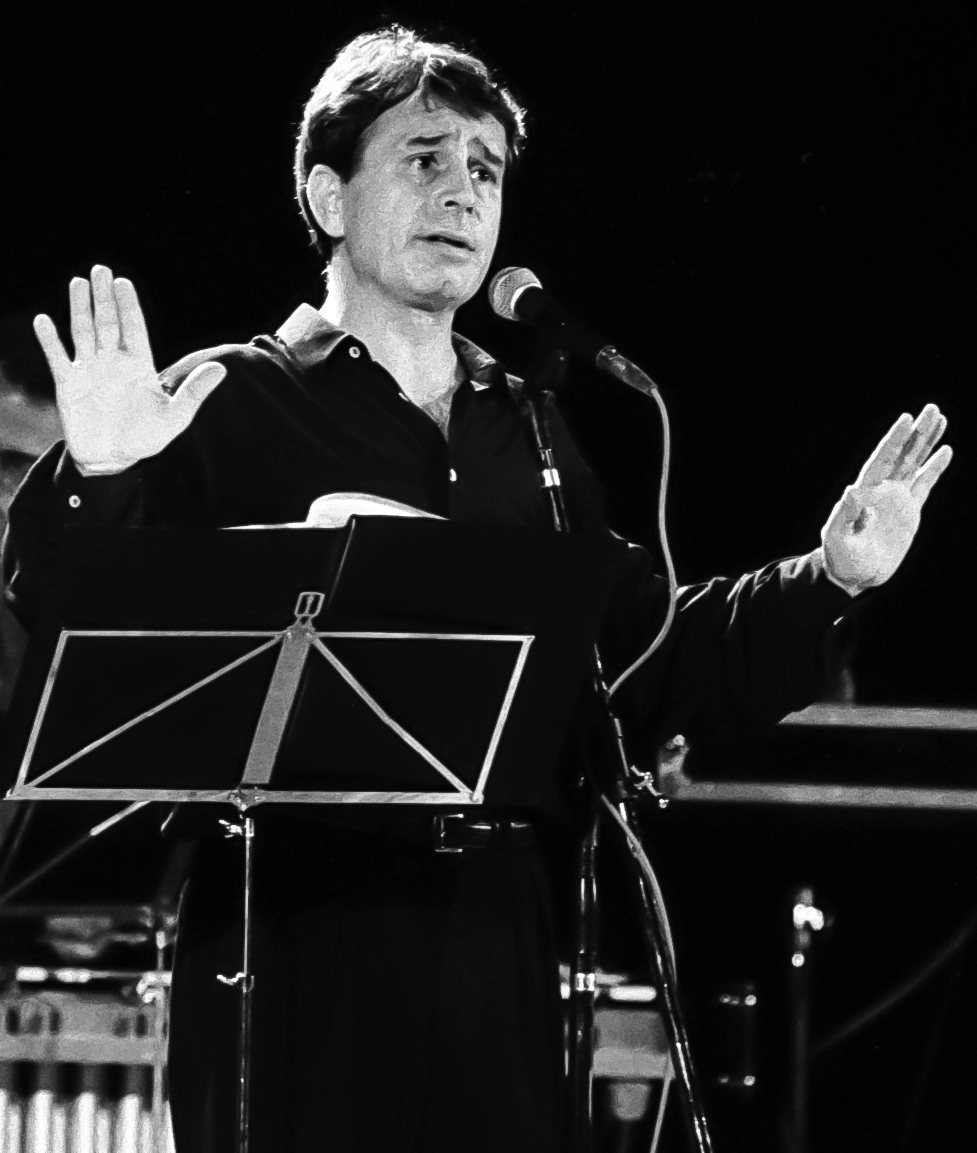
El polifacètic Ovidi Montllor

- Joan Valls i Jordà, poeta.
- Silvestre Vilaplana, escriptor.

### Músics
- Adolfo Sirvent Llinares, cantant. (Alcoi, 1894 – Caracas, 1973)
- Amand Blanquer, compositor i pedagog (Alcoi, 5 de febrer de 1935 – València, 7 de juliol de 2005)
- Arthur Caravan, grup de rock fundat en 2002[3]
- Carlos Palacio
- Camilo Sesto (Camilo Blanes i Cortés), cantant
- Consuelo Colomer Francés
- Enrique Llácer Regolí, percussionista, compositor, membre jubilat de l'Orquesta Nacional de España
- Francisco, cantant.
- Hiroshi Fujii (Kobe, 1970), dolçainer i guitarriste
- Hugo Mas, cantautor
- Jordi Gil, cantant i intèrpret.
- Jordi Bernàcer i Valdés, director d'orquestra, Alcoi 1976
- José Luis González, guitarrista (Alcoi, 1932 – Madrid, 1998)
- José María Valls Satorres, compositor, intèrpret y director.
- Luis Blanes Arques, compositor. (Rubielos de Mora 1929) Doctor Honoris Causa per la Universitat Politècnica de València
- Marisa Blanes, pianista.
- Ovidi Montllor i Mengual (1942-1995), cantautor i actor
- Pedro Estevan, percussionista. Saix
- Phil de Vient
- VerdCel, grup de música fundat l'any 2000

### Pintors i escultors
- Ramón Castañer Segura
- Mila Gómez Vitoria (1922)
- Antoni Miró
- José Pérez Pérez Peresejo escultor (Barcelona 1887 - Alcoi 1978)
- Lorenzo Ridaura Gosalbes escultor (Alcoi 1871 - Anna 1963)

### Polítics
- José Aparici Ivars (Alcoi, 1893 – 1993), dirigent anarquista.
- Federico Borrell García (Benilloba, 1911 – Cerro Muriano 1936), membre destacat de la CNT (Confederació Nacional del Treball), va morir a Cerro Muriano en acció bèl·lica. A la fi del 1936 es va formar un batalló denominat Ruesca Taino en record seu i de Juan Ruesca, que va marxar al front de Terol.
- Evaristo Botella Asensi (Alcoi, 1882 – 1939), polític republicà. Propietari de la impremta Fraternidad. Va expropiar les esglésies de Sant Francesc, Santa Maria i Sant Agustí i va començar de seguida el seu enderrocament. Va intercedir per algunes personalitats dretanes. En acabar la guerra és condemnat a mort i afusellat, la seua mort va causar una gran consternació.
- Juan Botella Asensi (Alcoi, 1884 – Mèxic 1942), polític republicà. És l'únic polític alcoià que ha aconseguit ser ministre. En 1911 funda la Casa del Poble. Diputat a Corts en la Segona República per la província d'Alacant el 1931 i 1933. Integrat en el partit Esquerra Radical Socialista és ministre de Justícia en el govern d'Alejandro Lerroux García i el de Diego Martínez Barrio. La fugida de Joan March de la presó el va obligar a dimitir. Acabada la guerra civil s'exilia a Mèxic.
- Alfred Botella i Vicent (Alcoi, 1951), sindicalista, secretari general del Partit Comunista del País Valencià entre 1997 i 2004, i diputat a les Corts Valencianes pel PCPV primer i després per Esquerra Unida entre 1983 i 2007.
- Rafael Coloma Payà escriptor, periodista i polític. (Alcoi, 1912 – 1992) fundador, junt a altres, del partit Falange Española. Participa en les detencions de gent acusada de col·laborar amb la República al final de la Guerra Civil. Fundador del periòdic Ciudad. Com a escriptor és molt fecund. Combatent de la División Azul. Arxiver d'Alcoi.
- Francisco Laporta Boronat, (Alcoi, 1887 – 1937) Empresari i polític dretà d'ideologia monàrquica. Mort al Círculo Industrial el 1937.
- Carmen Llorca Vilaplana
- Emili Mira i Aparici, (Alcoi, 1896 – Caracas ?) Dirigent obrer. Membre de la CNT. Durant la guerra civil s'incorpora al sindicat Unió General de Treballadors (UGT). Fundador del Centre Català a Veneçuela.
- Francisco Moltó Molina, (Alcoi, 1865 – Alacant 1937) Militant del sindicalisme catòlic alcoià. És un dels fundadors del Patronat de la Joventut Obrera, veterà de l'Adoració Nocturna i col·laborador del setmanari local tradicionalista La Voz del Pueblo. Mor de causes naturals a la presó d'Alacant.
- Antonio Montava Chinchilla, (Alcoi, 1908 – Gandia 1990) Destacat membre anarcosindicalista d'Alcoi. En la guerra civil participa en el front de Còrdova. Rep el sacerdoci a França el 1952. Col·laborador del periòdic local Humanidad i autor de Impresiones de un miliciano.
- Enrique Oltra Moltó, (Alcoi, 1921 – 1993) Advocat, enginyer industrial i polític. Regidor de l'Ajuntament, alcalde, procurador en Corts per la província d'Alacant, secretari general del Servei d'Universitats Laborals. Delegat provincial d'Informació i Turisme de Santander. Governador civil d'Àlaba, Guipúscoa, Múrcia i València.
- José Ribera Montes (l'Alcúdia, 1869-1943) era un mestre d'escola, que va exercir durant la major part de la seua vida a Alcoi, on era com el Mestre Ribera; compta amb un carrer dedicat a la seua memòria.
- Juan Ruesca Ángel (Villena, 1903 – Espejo 1936), Teixidor, membre destacat de la CNT (Confederació Nacional del Treball), va morir al front de Còrdova el 25 de setembre en acció bèl·lica. A la fi del 1936 es va formar un batalló denominat Ruesca Taino en record seu i de Federico Borrell, àlies Taino, que va marxar al front de Terol.
- Josep Sanus Tormo (Alcoi, 1945). Perit industrial, diputat a les Corts i alcalde d'Alcoi. Va ser elegit alcalde el 1979 ocupant el càrrec fins a l'any 2000, amb majoria absoluta de 1983 a 1995. De la seua època són la majoria de parcs de la ciutat, la remodelació de la plaça d'Espanya, la modernització de l'Hospital Civil d'Oliver, el pla ARA, grans projectes tot ells d'infraestructura. President de la Federació Valenciana de Municipis i Províncies. Dimitix després de privatitzar el servei de l'aigua amb els vots del Partit Popular en contra dels seus socis polítics. L'executiva del PSPV li va obrir expedient i li va demanar la dimissió com a president del grup Socialista en les Corts Valencianes per considerar que va entregar l'ajuntament al PP. El 2002 abandona el PSPV i ingressa en el partit d'Alcoi.[4]
- Rafael Terol Aznar (Alcoi, 1916). Advocat, alcalde predemocràtic d'Alcoi i Diputat a les Corts Valencianes. Ha sigut president del Círcol Industrial, Sindicat Provincial Tèxtil, vicepresident del Sindicat Nacional Tèxtil, directiu de Textilhogar, Associació de Sant Jordi, Mútua de Levante i Deportivo Alcoyano, conseller de la Caixa d'estalvis del Mediterrani. Alcalde d'Alcoi des d'abril de 1975. Defensor de l'autonomia valenciana al mateix nivell que les autonomies històriques, es va integrar en UDPV el 1977. Diputat per UCD a les Corts Valencianes en l'època transitòria. Medalla al Mèrit en el Treball. Distingit per Comissions Obreres per la seua actitud dialogant.[4]

### Metges i infermeres
- Cándida Beneito Botella

### Represaliades de la Guerra Civil[5]
- Alejandra Abad Lucas, en 1939 fou cessada per l'Ajuntament d'Alcoi en el seu lloc de treballadora a l'Hospital Civil d'Oliver.
- Gabriela Abad Miró
- Maria Luisa Abad Miró germana de Gabriela Abad Miró.
- Ana Agramunt Sirvent, coneguda com La Machera.
- Alba López Primitiva, directora de l'Escola Graduada destituïda pel Consell local d'Ensenyament en 1939 i confirmada en el seu càrrec l'11 de novembre de 1940, però sense recuperar el seu càrrec de directora.
- Mercedes Vicent Gisbert, a l'abril de 1939 l'Ajuntament la va cessar en el seu càrrec d'oficial administratiu.
- María Vilaplana Calatayud, en 1939 l'Ajuntament d'Alcoi la va cessar en el seu lloc d'infermera de l'Hospital Civil d'Oliver.
- Emilia Vilaplana Fons.